# Crinișor de stâncă
Crinișorul de stâncă (Lloydia serotina) este o plantă arctic-alpină cu flori din familia Liliaceae.

## Descriere

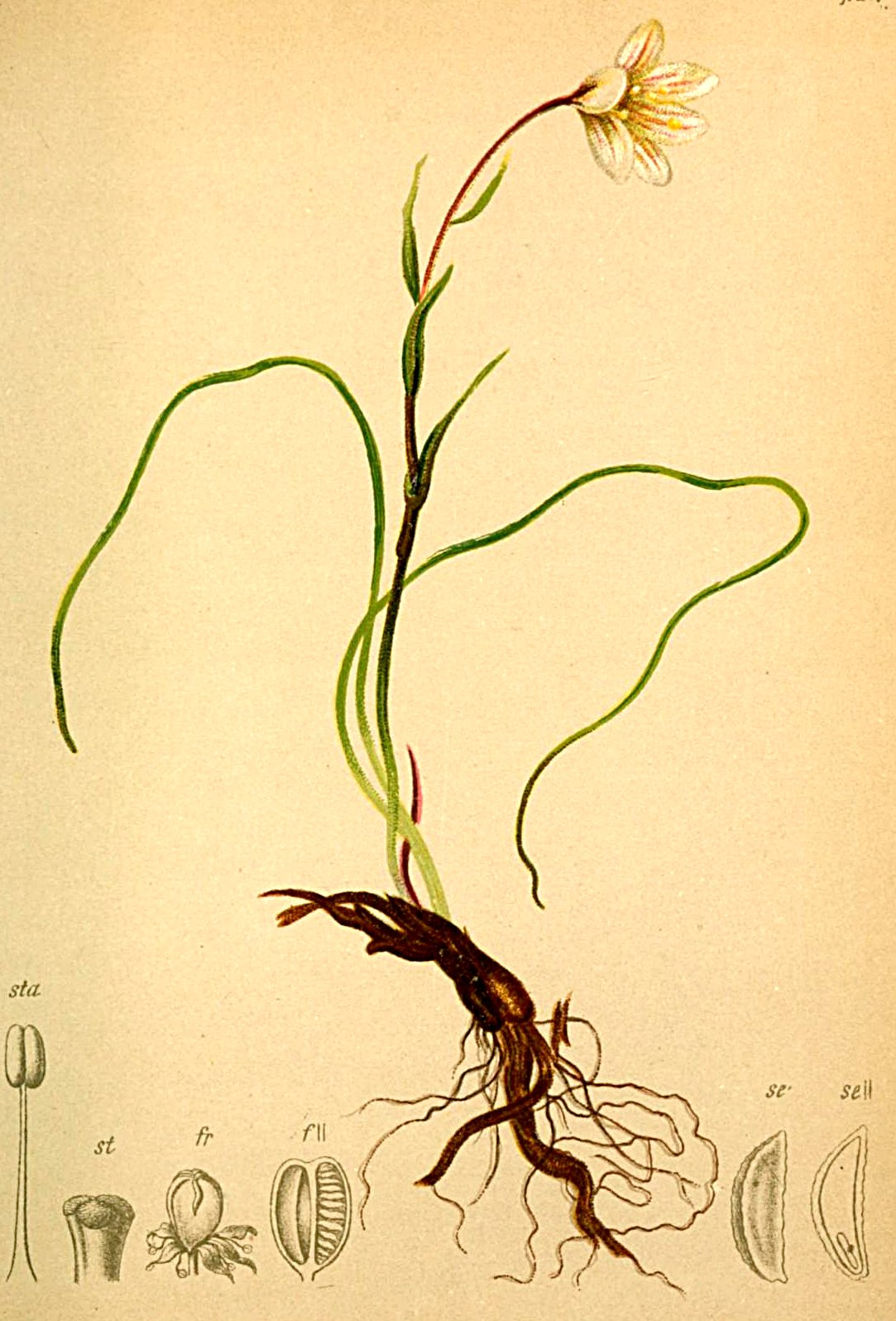
Morfologia

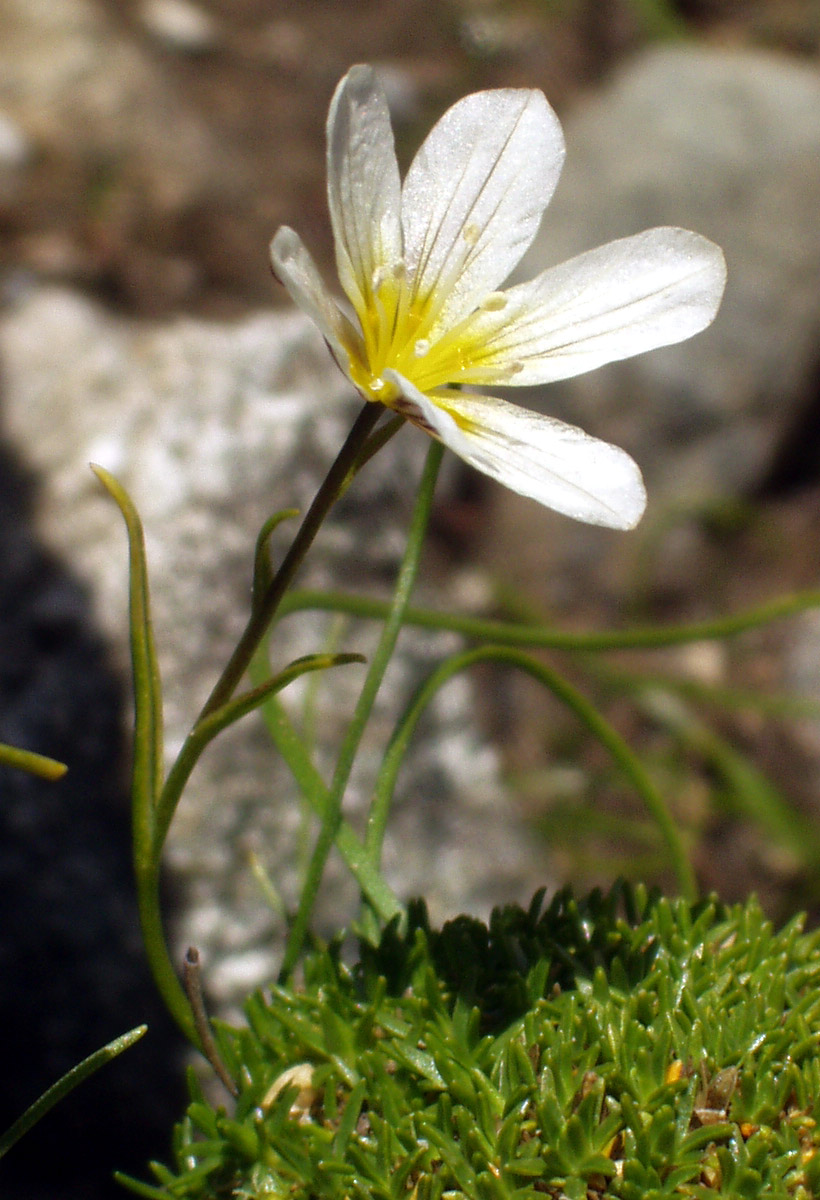
Lloydia serotina

Tulpina este mică, subțire, cu 50–120 mm înălțime, în pământ are un bulb alungit, înconjurat de numeroase fibre uscate. La baza tulpinii sunt două frunze mici ca iarba, uneori mai lungi decât tulpina. Pe tulpină mai sunt câteva frunze mai scurte, la fel de subțiri. La vârful tulpinii se află o floare de l0—15 mm în diametru. Corola acesteia este simplă, formată din șase diviziuni îndreptate în sus, albe, cu câte trei dungi roșiatice la exterior. La început corola este în formă de clopot, apoi se deschide ca o stea. Crinișorul de stâncă înflorește în lunile iunie-august.

## Răspândire
În România, crinișorul de stâncă crește în munții Carpați, prin crăpăturile stîncilor, pe versanți nordici, umbriți.